# Melanitis leda
Melanitis leda is een vlinder uit de onderfamilie Satyrinae en de familie Nymphalidae. De wetenschappelijke naam is gepubliceerd in 1758 door Carl Linnaeus in de tiende editie van Systema naturae.

## Kenmerken
De kleur van de vleugels is overwegend bruin. De spanwijdte bedraagt ongeveer 6 tot 8,5 cm. Beide geslachten zijn nagenoeg identiek.

## Leefwijze
De vlinder drinkt sap van rottende vruchten en sap, dat uit beschadigde bomen vloeit. Deze territoriale en nieuwsgierige vlinder vliegt op alles af wat beweegt.

## Verspreiding en leefgebied
Deze vlindersoort komt voor in de bossen van Afrika, Azië en Australië.

## Waardplanten
De waardplant van de Aziatische soort is rijst en Sacharum (suikerriet); de Afrikaanse soort gebruikt Cynodon setaria en de Australische soort Imperata cylindrica, Imperata conferta en verschillende Sacharum-soorten.
De Aziatische soort kan veel schade aanrichten op rijst- en suikerrietplantages.